# Anochetus chirichinii
Anochetus chirichinii é uma espécie de formiga do gênero Anochetus, pertencente à subfamília Ponerinae.